# Mistrzostwa Europy w układaniu Kostki Rubika 2006
Mistrzostwa Europy w układaniu Kostki Rubika 2006 (ang  European Rubik's Cube Championship 2006) oficjalny turniej w speedcubingu o charakterze międzynarodowym zorganizowany przez World Cube Association.
Na organizatora mistrzostw wybrano Francję. Mistrzostwa odbyły się w Paryskim Cité des Sciences et de l'Industrie w dniach 23 i 24 września.

## Konkurencje
| Konkurencja                                           | Imię                     | Najlepszy      | Średnia     | Państwo   | Ułożenia                                |
| ----------------------------------------------------- | ------------------------ | -------------- | ----------- | --------- | --------------------------------------- |
| Kostka Rubika                                         | Joël van Noort           | 13.83          | 14.97       | Holandia  | 20.78 13.83 14.93 15.07 14.91           |
| Kostka 2x2x2                                          | Milán Baticz             | 4.13 NR        | 5.92 NR     | Węgry     | 9.48 5.03 5.29 4.13 7.45                |
| Kostka 4x4x4                                          | Jean Pons                | 57.32 NR       | 1:02.40 WR  | Francja   | 1:03.31 2:05.19 1:02.77 57.32 1:01.13   |
| Kostka 5x5x5                                          | Ron van Bruchem          | 2:06.20        | 2:09.57 NR  | Holandia  | 2:08.83 2:13.18 2:19.48 2:06.20 2:06.71 |
| 3x3x3 Bez patrzenia                                   | Stefan Pochmann          | 3:49.59        | 3:49.59     | Niemcy    | 3:49.59 DNF                             |
| 3x3x3 Liczba ruchów                                   | Gilles Roux              | 31 NR          | 31          | Francja   | 31                                      |
| 3x3x3 Jedną ręką                                      | Gilles van den Peereboom | 26.53          | 29.09 ER    | Belgia    | 26.85 32.30 55.81 26.53 28.13           |
| 3x3x3 Stopami                                         | Anssi Vanhala            | 1:25.63        | 1:25.63     | Finlandia | 1:25.63                                 |
| Megaminx                                              | Stefan Pochmann          | 1:29.05 WR     | 1:51.03     | Niemcy    | 1:36.94 1:29.05 2:27.09                 |
| Rubik's Clock                                         | Mátyás Kuti              | 10.40          | 11.81 NR    | Węgry     | 11.67 10.40 13.37                       |
| Square-1                                              | Lars Vandenbergh         | 28.96          | 31.85 WR    | Belgia    | 28.96 35.61 30.98                       |
| Rubik's Magic                                         | Henrik Buus Aagaard      | 1.31 NR        | 1.35 ER     | Dania     | 1.31 1.34 DNF 1.36 1.35                 |
| Master Magic                                          | Milán Baticz             | 2.84           | 3.32 NR     | Węgry     | 2.95 3.71 2.84 3.30 DNF                 |
| Kostka Rubika: Liczba kostek bez patrzenia stary styl | Stefan Pochmann          | 5/5 1:07:15 WR | 5/5 1:07:15 | Niemcy    | 5/5 1:07:15 DNS DNS                     |